# Nephodia coenulenta
Nephodia coenulenta là một loài bướm đêm trong họ Geometridae.